# Cargèse
Cargèse là một xã trong vùng hành chính Corse, thuộc tỉnh Corse-du-Sud, quận Ajaccio (quận), tổng Deux-Sevi. Cargèse nằm trên độ cao trung bình là 60 mét trên mực nước biển, có điểm thấp nhất là 0 mét và điểm cao nhất là 705 mét. Xã có diện tích 45,99 km², dân số vào thời điểm 1999 là 982 người; mật độ dân số là 21 người/km². Cargèse nằm 50 km về phía bắc của Ajaccio.

## Thông tin nhân khẩu
| 1936  | 1946  | 1954  | 1962  | 1968  | 1975  | 1982  | 1990  | 1999  |
| ----- | ----- | ----- | ----- | ----- | ----- | ----- | ----- | ----- |
| 3.628 | 2.048 | 2.157 | 2.418 | 2.431 | 2.693 | 2.736 | 2.683 | 2.658 |